# Zatoka Wesela
Zatoka Wesela (ang. Wesele Cove) – zatoka na Wyspie Króla Jerzego na południowo-wschodnim brzegu półwyspu Kraków Peninsula między przylądkiem Low Head a Przylądkiem Boya, poniżej Lodowca Wyspiańskiego. Stanowi część Cieśniny Bransfielda.
Nazwę nadała polska ekspedycja antarktyczna od tytułu sztuki Wesele Stanisława Wyspiańskiego.